# Bernakovits József
Olováci báró Bernakovits József (Bernyákovits József, Bernátfi, Bernáthffy) (Újlak, Szerém vármegye, 1765 – Nagyvárad, 1837. december 19.) bölcsészdoktor, kalocsai, majd nagyváradi kanonok.

## Élete
Középiskoláit Szegeden és a váci Theresianumban végezte; bölcsész végzettséget a budai egyetemen nyert; 1790-ben lépett a papi pályára, és Kalocsán 1794-ben végezte a teológiát, pappá szentelték, aztán szertartásmester (ceremoniarius) lett ugyanott. 1799-től bajai plébános és esperes, majd bácsi prépost, Bács-Bodrog és Krassó-Temes vármegyék táblabírája, 1808-ban pedig kalocsai kanonok lett. 1821.
április 8-tól váradi kanonok volt. A család 1790-ben nemességet (bárói rangot) nyert, nevét 1805-ben Bernátfira változtatta.

## Munkái
1. Lad. com. Kollonitz. eleg. carmine supplicavit. Colocae, 1790.
2. Elegia qua laetissimum pr. Josephi pro capessenda locumtenentis regii dignitate Budam ingressum celebravit. Pestini. 1795.
3. Paean quod ser regio hereditario principi et archiduci Austriae Carolo, pro vitoriis hoc anno de Gallis reportatis. Posonii, 1796. (Károly főh. tiszteletére írt költemény.)
4. Die Stimme des Deutschen an den Ungarn. Uo. 1796.
5. Ad procul absentem amicum de horto quodam Budensi… Pestini, 1799.
6. Ad illustr. d. bar. Josephum jun. ab Orczy de horto anglico Pestiensi. Uo. 1799.